# Classificação da Biblioteca do Congresso: Classe B - Filosofia, Psicologia, Religião
Classe B - Filosofia, Psicologia, Religião é uma classificação usada pelo sistema de Classificação da Biblioteca do Congresso. Este artigo descreve as sub-classes da classe B.

## B -Filosofia(Geral)
- 69-99..........Obras de caráter geral
- 108-5802.......Por período (incluindo filósofos individuais e escolas de filosofia)
  - 108-708.......Antiga
  - 720-765.......Medieval
  - 770-785.......Renascença
  - 790-5802......Moderna
    - 808-849........Tópicos especiais e escolas de filosofia
    - 850-5739......Por região ou país
    - 5800-5802....Por religião

## BC -Lógica
- 11-39......História
  - 25-39.....Por período
- 60-99......Obras de caráter geral
- 171-199....Tópicos especiais

## BD -Filosofia continental
- 10-41..........Obras filosóficas gerais
- 95-131.........Metafísica
- 143-237........Epistemologia. Teoria do conhecimento
- 240-260........Metodologia
- 300-450........Ontologia (incluindo o ser, a alma, vida, morte)
- 493-701........Cosmologia (incluindo teleologia, espaço e tempo, estrutura da matéria, pluralidade dos mundos)

## BF -Psicologia

### 1-990 -Psicologia
- 38-64..........Filosofia. Relação com outros temas
- 173-175.5......Psicanálise
- 176-176.5......Teste psicológico e testes
- 180-198.7......Psicologia experimental
- 203............Psicologia Gestalt
- 207-209........Psicotrópicos ou outras substâncias
- 231-299........Sensação. Aesthesiology
- 309-499........Consciência. Cognição (incluindo aprendizado, atenção, compreensão, memória, imaginação, gênio, inteligência, pensamento e pensar, psicolinguística, fadiga mental)
- 501-505........Motivação
- 511-593........Afeição. Sentimento. Emoção
- 608-635........Vontade. Volição. Escolha. Controle
- 636-637........Psicologia aplicada
- 638-648........Novo Pensamento. Menticulture, etc.
- 660-685........Psicologia comparada. animais e psicologia humana
- 692-692.5......Psicologia do sexo. Comportamento sexual
- 697-697.5......Psicologia diferencial. Individualidade. Self
- 698-698.9......Personalidade
- 699-711........Psicologia genética
- 712-724.85.....Psicologia do desenvolvimento (incluindo Psicologia do desenvolvimento, Psicologia da criança, adolescência, idade adulta)
- 795-839........Temperamento. Caráter
- 839.8-885......Fisionomia. Frenologia
- 889-905........Grafologia. Estudo de caligrafia
- 908-940........A mão. Quiromancia

### 1001-1389 -Parapsicologia
- 1001-1045......Psíquico investigação. Psicologia do consciente
- 1048-1108......Alucinações. Dormir. Sonho. Visões.
- 1111-1156......Hipnotismo. Sugestão. Mesmerismo. projeção subliminar
- 1161-1171......Telepatia. Leitura de mente. Transferência de pensamento
- 1228-1389......Espiritualismo (incluindo mediunidade, mensagens de espíritos, clarividência)

### 1404-2055 -Ciências ocultas
- 1444-1486......Fantasmas. Aparições. Assombrações
- 1501-1562......Demonologia. Satanismo. Possessão
- 1562.5-1584....Bruxaria
- 1585-1623......Magia. Herméticos. Necromancia
- 1651-1729......Astrologia
- 1745-1779......Oráculos. Sibilas. Adivinhação
- 1783-1815......Videntes. Profetas. profecia
- 1845-1891......Clarividência
- 2050-2055......Encontros humano-alienígena. O contato entre seres humanos e extraterrestres.

## BH -Estética
- 81-208.....História
- 301........Tópicos especiais

## BJ -Ética

### 1-1725 -Ética
- 71-1185.........História e obras gerais. (Incluindo filósofos éticos individuais.)
- 1188-1295.......Ética religiosa
- 1298-1335.......Evolucionária e ética genética
- 1365-1385.......Ética positivista
- 1388............Ética socialista
- 1390-1390.5.....Ética comunista
- 1392............Ética totalitária
- 1395............Ética feminista
- 1518-1697.......Ética individual. Caráter. Virtude. (Incluindo práticas e ética aplicada, de conduta de vida, vícios, sucesso, ética para crianças.)
- 1725............Ética de grupos sociais, classes, etc. Ética profissional.

### 1801-2195 - Usos sociais.Etiqueta.
- 2021-2078.......Etiqueta de entretenimento
- 2139-2156.......Etiqueta de viagens
- 2195............Telefone etiqueta

## BL -Religião.Mitologia.Racionalismo
- 1-50...................Religião (Geral)
- 51-65..................Filosofia da religião. Psicologia da religião. Religião em relação a outros assuntos.
- 70-71..................Livros sagrados (Geral)
- 71.5-73................Biografia
- 74-99..................Religiões do mundo.
- 175-265................Teologia natural
- 270....................Unidade e pluralidade
- 290....................A alma
- 300-325................O mito. mitologia comparada
- 350-385................Classificação das religiões
- 410....................Religiões em relação a uma outra
- 425-490................Doutrinas religiosas (Geral)
- 500-547................Escatologia
- 550-619................Adoração. Cultos.
- 624-629.5..............Vida religiosa.
- 630-(632.5)............Organização religiosa
- 660-2680...............História e princípios das religiões
- 2700-2790..............Racionalismo

## BM -Judaísmo
- 1-449..........Geral
- 480-488.8..........Literatura judaica pré-talmúdica (não-bíblica)
- 495-532..........Fontes de religião judaica. Literatura rabínica
- 497-509..........Literatura talmúdica
- 534-538..........Relação do Judaísmo para campos de assunto especiais
- 545-582..........Princípios do judaísmo (Geral)
- 585-585.4..........Obras polêmicas contra os judeus
- 590-591..........Obras judaicas contra o Cristianismo e o Islão
- 600-645..........Judaísmo dogmático
- 646..........Heresia, heresias
- 648..........Apologética
- 650-747..........Judaísmo prático
- 750-755..........Biografia
- 900-990..........Samaritanos

## BR -Cristianismo
- 1-1725...... Cristianismo
  - 60-67......Literatura cristã primitiva. Padres da Igreja, etc.
  - 115......Cristianismo em relação a assuntos específicos
  - 130-133.5......Antiguidades cristãs. Arqueologia. Museus
  - 140-1510......História
    - 160-481......Por período
      - 160-275......Primitiva e medieval
      - 280......Renascença. Renascença e Reforma
      - 290-481......Período moderno
        - 323.5-334.2......Luther, Martin

  - 500-1510......Por região ou país
  - 1600-1609......Perseguição. Mártires
  - 1609.5......Dissidência
  - 1610......Tolerância e tolerar
  - 1615-1617......Liberalismo
  - 1620......Sacrilégio (História)
  - 1690-1725......Biografia

## Outras leituras
- John R. Shook (28 de julho de 1997). «A Guide to Philosophy in the Library of Congress Classification: How to find Philosophical Works in the Library». OhioLINK History of Philosophy Website. Consultado em 15 de janeiro de 2009. Arquivado do original em 11 de agosto de 2007